# Чемпіонат світу з боксу 1989
Чемпіонат світу з боксу 1989 відбувався 17 вересня - 1 жовтня 1989 року у місті Москва в СРСР.

## Результати

### Медалісти
| Вагова категорія                   | Золото                    | Срібло                 | Бронза                             |
| Перша найлегша вага (-48 кг)       | Ерік Гриффін              | Рохеліо Марсело        | Кім Док Нам Ншан Мунчян            |
| Найлегша вага (-51 кг)             | Юрій Арбачаков            | Педро Орландо Реєс     | Кшиштоф Врублевський Рі Кван Сік   |
| Легша вага (-54 кг)                | Енріке Карріон            | Серафім Тодоров        | Рі Йон Го Луїджі Кітадамо          |
| Напівлегка вага (-57 кг)           | Айрат Хаматов             | Киркор Киркоров        | Арнальдо Меса Джеймі Ніколсон      |
| Легка вага (-60 кг)                | Хуліо Гонсалес Валладарес | Андреас Цюлов          | Костя Цзю Тонга Макклейн           |
| Перша напівсередня вага (-63.5 кг) | Ігор Ружніков             | Андреас Отто           | Вукашин Добрасинович Майкл Каррут  |
| Напівсередня вага (-67 кг)         | Франциск Ваштаг           | Зігфрід Менерт         | Володимир Єрещенко Рауль Маркес    |
| Перша середня вага (-71 кг)        | Ісраел Акопкохян          | Торстен Шмітц          | Рудель Обрежа Салем Карім Каббарі  |
| Середня вага (-75 кг)              | Андрій Курнявка           | Анхель Еспіноса        | Золтан Фюзесі Свен Оттке           |
| Напівважка вага (-81 кг)           | Генрі Маске               | Пабло Ромеро           | Нурмагомед Шанавазов Шандор Хранек |
| Важка вага (-91 кг)                | Фелікс Савон              | Євген Судаков          | Аксель Шульц Берт Тойхерт          |
| Надважка вага (+91 кг)             | Роберто Баладо            | Олександр Мірошниченко | Ладислав Гусарик Майк Гейдек       |

### Медальний залік
| Місце | Держава        |    |    |    | Разом |
| ----- | -------------- | -- | -- | -- | ----- |
| 1     | СРСР           | 5  | 2  | 4  | 11    |
| 2     | Куба           | 4  | 4  | 1  | 9     |
| 3     | НДР            | 1  | 4  | 2  | 7     |
| 4     | США            | 1  | 0  | 2  | 3     |
| 5     | Румунія        | 1  | 0  | 1  | 2     |
| 6     | Болгарія       | 0  | 2  | 0  | 2     |
| 7     | Північна Корея | 0  | 0  | 3  | 3     |
| 8     | Угорщина       | 0  | 0  | 2  | 2     |
| 8     | ФРН            | 0  | 0  | 2  | 2     |
| 10    | Австралія      | 0  | 0  | 1  | 1     |
| 10    | Чехословаччина | 0  | 0  | 1  | 1     |
| 10    | Єгипет         | 0  | 0  | 1  | 1     |
| 10    | Ірландія       | 0  | 0  | 1  | 1     |
| 10    | Італія         | 0  | 0  | 1  | 1     |
| 10    | Польща         | 0  | 0  | 1  | 1     |
| 10    | СФРЮ           | 0  | 0  | 1  | 1     |
| Разом | 16 держав      | 12 | 12 | 24 | 48    |